# Бастані
Бастані (перс. بستنی), у місцевому масштабі відоме як бастані соннаті (перс. بستنی سنتی «традиційне морозиво») або бастані соннаті заферані (перс. بستنی سنتی زعفرانی «традиційне шафранове морозиво») — іранське морозиво, приготовлене з молока, яєць, цукру, трояндової води, шафрану, ванілі та фісташок. Воно широко відоме як «перське морозиво». Бастані часто містить пластівці заморожених збитих вершків . Іноді салеп включається як інгредієнт.
Аб хавідж бастані (перс. آب هویج بستنی) є морозивом із додаванням морквяного соку і іноді може бути прикрашеним корицею, мускатним горіхом або іншими прянощами.

## Історія

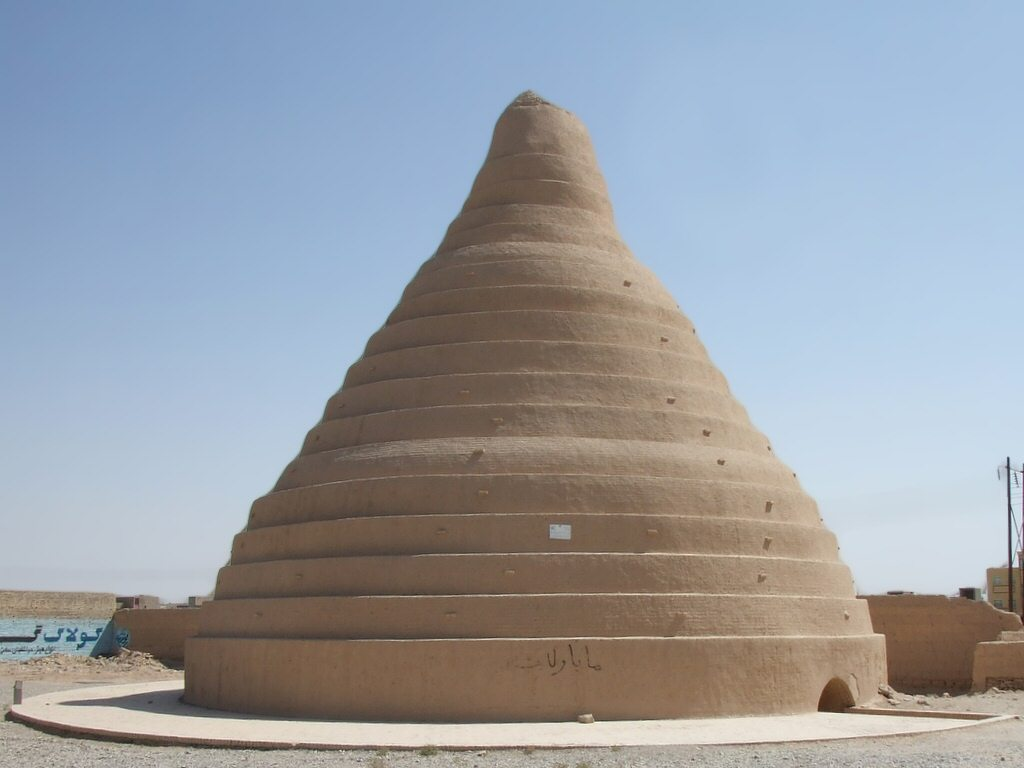
Якчал — льодівня стародавнього типу, в Єзді, Іран

Історія бастані, ймовірно, почалася близько 500 р. до н. е. в імперії Ахеменідів в Персії. Сніг поливали різними сиропами, щоб приготувати літнє частування, зване «фруктовий лід» (сорбет). Зазвичай лід змішували із шафраном, виноградним соком, фруктами та іншими ароматизаторами. Олександр Македонський, що десять років бився з персами, насолоджувався «фруктовим морозивом», підсолодженим медом і охолодженим снігом.
У 400 р. до н. е. перси також винайшли сорбет з трояндової води і вермішелі під назвою фалуде (перс. پالوده). Перси познайомили арабів з морозивом і фалуде після арабського вторгнення в Іран і падіння перської Сасанідської імперії.

## Див також
- Фісташкове морозиво
- Фалуде
- Кульфі
- Спумоні